# 曹雪森
曹雪森，中华人民共和国政治人物、全国脱贫攻坚先进个人。

## 生平
曹雪森任中国民生银行总行办公室社会责任管理处处长。因在脱贫攻坚战中作出突出贡献，2021年2月25日全国脱贫攻坚总结表彰大会上，曹雪森被授予“全国脱贫攻坚先进个人”。